# 華ヤカ哉、我ガ一族
『華ヤカ哉、我ガ一族』（はなヤカなり、わガいちぞく）は、アイディアファクトリー（オトメイト）より2010年7月1日に発売されたPlayStation Portable用恋愛アドベンチャーゲーム。2011年12月8日にファンディスク『華ヤカ哉、我ガ一族 キネマモザイク』（はなヤカなり、わガいちぞく キネマモザイク）が発売、2013年7月11日に『華ヤカ哉、我ガ一族 黄昏ポウラスタ』（はなヤカなり、わガいちぞく たそがれポウラスタ）が発売された。2012年12月と2013年3月にOVAが全2巻で発売された。

## 物語
時は大正時代。貧乏な家に生まれた主人公は、病気で倒れた父のために働いていた工場を辞め、帝都の大財閥・宮ノ杜家で使用人として雇われることになった。そこには腹違いの6人兄弟がおり、皆一癖も二癖もある者達ばかりであった。不慣れな仕事に悪戦苦闘しながらも持ち前の明るさで頑張る主人公だったが、やがて現当主・宮ノ杜玄一郎が思惑する次期当主争いに巻き込まれていく。

## 登場人物

### 主要人物
浅木 はる（あさぎ はる）
声 - 斉藤佑圭（OVAのみ）
本作の主人公。18歳。実家は農家。冬は豪雪となる地方出身で父が倒れた事を機に東京に働き口を求めやってきた。喜助の紹介で、宮ノ杜家の使用人として奉公することが決まる。ドジではあるが天真爛漫で優しく、逆境にめげない芯の強い少女。
好奇心が強く一人で突っ走る傾向があり「使用人らしくない」と揶揄されるが、上京２年目となるキネマモザイク以降は都会に来たばかりの浮かれとはしゃぎが落ち着いている。
そのせいで目を付けられる事も多く、しばしば周りから窘められている。
趣味は編み物で、度々物語中に何か編んで作っている。
宮ノ杜 正（みやのもり ただし）
声 - 宮内敦士
宮ノ杜家長男。34歳。宮ノ杜銀行頭取。自分にも他人にも厳しい性格で、宮ノ杜家長男としての責任を何よりも重んじている。視力が低く眼鏡をかけている。次男の勇とは幼少のころから犬猿の仲。兄弟で唯一勇のことを「大佐」と階級で呼ぶ。
長男という立場ゆえか、気苦労を背負いやすく、個性的な弟達に振り回されることもある反面、内心では気にかけている。家柄や血筋に固執する母親のサナ枝を苦手に感じている。  学生時代は武術を習っていた。
宮ノ杜 勇（みやのもり いさみ）
声 - 田坂秀樹
宮ノ杜家次男。32歳。帝國陸軍大佐。愛国心が強く洋物が嫌い。周囲の人間には冷たく、心の機微に疎いところがあるが、その傍らで一度決めたことは猪突猛進の如く突っ走る傾向があるため母親のトキにもよく注意されている。
兄弟へのライバル心が強い。特に兄・正に対しては何かと張り合っており、幼少より折り合いが悪い。
洋風な嫌いな割には、洋書を読んでいる。キネマモザイクで流暢にドイツ語が話せることが判明。
宮ノ杜 茂（みやのもり しげる）
声 - 前田剛
宮ノ杜家三男。26歳。色街にある母親の静子が営む店で時々芸者をしている。享楽的な性格だが視野が広く、兄弟を取りまとめることも多い。日常的に女物の着物を着て口調も女性的に話している。職の所為で他の兄弟からは疎まれる傾向にあるが、本人は気にしていない。面白い出来事には進んで突っ込み、騒動を巻き起こす事もある。
一方で、面倒なことは嫌いで弟達に押し付けるところも。他の成人した兄弟と比べると細身な体型かつ運動神経があまり良くなく、武術の腕は末っ子の雅にも劣り、兄弟の中では最弱。キネマモザイクで高等学校卒業後に「やす田」の芸者となったことが判明。
宮ノ杜 進（みやのもり すすむ）
声 - 梯篤司
宮ノ杜家四男。22歳。警察官で、交通課勤務。階級は巡査。優しく真面目だが、周りの兄弟に振り回される器用貧乏な一面も。母親の文子が一般家庭の出自なため後ろ盾が唯一なく、他の兄弟よりも家柄で劣ることにより気苦労を強いられている。使用人やその他誰に対しても愛想が良く、特に女性に対しては文子の紳士教育により優しく接する。そのため、本心が見えないことも。
兄弟の中では2番目の酒豪。因みに笑い上戸。そのため普段の落ち着いた性格は崩壊する。酒による失敗談が多い。
宮ノ杜 博（みやのもり ひろし）
声 - 岸尾だいすけ
宮ノ杜家五男。18歳。尋常高等学校七年生。明るい性格で使用人に対しても優しいが、飽きっぽく努力が苦手。物作りが好きで自分専用の作業室がある。ヴァイオリンの腕前は海外留学の誘いが来るほど。
なんでもそつなくこなすため努力して得る達成感や苦労を知らず、他の兄弟と違い取り得ややりたい事がないことに劣等感を持っている。キネマモザイクでは兄弟で1番の酒豪であることが判明。
年頃なのか恋愛に憧れを抱いている一方で、お節介な母親のヨシを面倒に思っている所がある。
宮ノ杜 雅（みやのもり まさし）
声 - 岡本信彦
宮ノ杜家六男。16歳。尋常高等学校伍年生。達観した物言いをすることが多いが、直情的で子供っぽい一面も併せ持つ。兄弟の中では一番計算高く洋書を原文で読む程の頭脳を持つ。学校での成績も優秀。使用人や女性など自分より身分の低い人間を忌み嫌っており、人見知りも激しい。特に女性に関しては触れられるのも毛嫌いするほど。
母親の千代子に関しては顔を合わせたくないほど嫌っており、彼女の実家が呉服屋のせいか和服を着用せず洋服を着るなど反抗心をむき出しにしている。
キネマモザイクで泳げないことが判明。
宮ノ杜 守 / 御杜 守（みやのもり まもる / みもり まもる）
声 - 泰勇気
26歳。作家。普段は「御杜 守」という名前で小説家として活躍しているが、裏では暗殺者としての顔を持つ。その正体は玄一郎の隠し子で宮ノ杜家の本当の四男。病死した母親、古芝カズ江に一切手を差し伸べなかった玄一郎と何不自由なく育った6人兄弟を恨み復讐を誓っている。
今は1人暮らしだが、今住んでいるアパートに幼少の頃は亡き母と2人で暮らしていた。当時からの旧知で自分を気に掛けてくれる大家のことは大切に思っている。
公式では隠し攻略対象扱い。キネマモザイクからは正式な攻略対象。唯一人母子家庭で育ち、中等以上の教育を受けられなかったらしく外国語などの教養及び茶道等の嗜みはないが、兄弟の中では最も庶民的で一般常識を持ち合わせており、一般人とは感覚がズレた他の兄弟達に振り回される。
兄弟の中で最も酒に弱い。運動神経が悪いわけではないが、踊ることは苦手。
有田 喜助（ありた きすけ）
声 - 片桐勇介
情報屋。27歳。玄一郎の命令で政界事情など主に裏の情報を集めている。そのせいで危険な状況に遭うこともしばしばある。愛読書は『恋愛ノ歩キ方』であり、恋愛観は本頼り。困っている人を放っておけない性格で兄弟達に恋愛のアドバイスをするが、間違っていることが多い。キネマモザイクからは2周目以降の情報屋もーどで攻略対象。キネマモザイクで最終学歴は高等学校、前職は新聞記者であったことが判明。

### その他の人物
宮ノ杜 玄一郎（みやのもり げんいちろう）
声 - 西村知道 / 楠田敏之（若い頃〈キネマモザイク〉）
宮ノ杜の当主。64歳。目的のためには手段を選ばず非情で且つ厳格な性格。自身がもうけた息子達の母親は全員異なっており、家柄も全てバラバラの6人の女性と結婚した。
結婚を繰り返した理由は非常に歪んでおり自己中心的な理由で、「自分から当主の座を奪う子供」を求め、兄弟が競い合うさまを見たかったからというものであった。
澄田 サナ枝（すみだ さなえ）
声 - 小幡あけみ
正の母。52歳。自身の血筋と家柄に固執しており、非常に潔癖で神経質な性格。口調がきついため周囲からの反感を買いやすい。息子が宮ノ杜を継ぐことを他のどの母親よりも望んでいる。矜持が高く素直になれない性分は正に受け継がれている。表には出さないが結婚前から内心で玄一郎のことは憎からず思っている。
本条院 トキ（ほんじょういん トキ）
声 - 川上夏季 / 浅井晴美（キネマモザイク）
勇の母。50歳。京都出身で京弁で話す。茶道の家元本条院流本家の出身で、親子共に相当の腕前。非常に勝気で気位も高いが下々に対して気配りがないわけではなく、比較的面倒見もよい。
さっぱりした性格だが礼儀作法や言葉遣いに関しては勇も竦むほど厳しい。
家寿田 静子（やすだ しずこ）
声 - 相澤奈美
茂の母。45歳。大阪出身で元芸者。気が強い性格でサナ枝とは犬猿の仲。はるにも優しく、茂の親らしい乗りの良い一面も見せる。高級料亭「やす田」を経営しており、たびたび茂が芸者として働きに来ている。
自身の立場や茂に対して負い目を感じている節があり、息子には自身を母親として呼ぶのを禁じている。高級料亭という事もあり政界・軍の人間も利用することも多い。
有吉 文子（ありよし ふみこ）
声 - 儀武ゆう子
進の母。43歳。母親たちの中では唯一、一般家庭の出身。離婚後は家屋を与えられてそこに住んでいる。若い頃は田舎の実家から上京して工場勤めをしていた。そそっかしいところがありよく持ち物を失くす。穏やかで優しい性格で、時折少女のような初心な反応をすることも。
自身の身分に関して引け目を感じており、宮ノ杜の家の行事には玄一郎との離別後は一切参加していない。工場勤めより5年前に落とした財布を拾ってくれた玄一郎に一目惚れし、再会を願って上京までした。
玄一郎からは忘れられていたが、再会時に長く想ってきたことを打ち明けると興味を持たれて結婚に至った。今も玄一郎を心から慕っている。
佐伯 ヨシ（さえき よし）
声 - 渕崎ゆり子
博の母。42歳。華族出身で時の首相の娘。心配性で少々おせっかい焼きなところがある。母親の中では唯一再婚していて、実家の婿に迎えた今の夫との間に信子という女の子をもうけている（博にとっては異父妹ではあるが兄妹関係は非常に良好）。
婦人活動を続ける傍ら父親との確執で衝突を繰り返している。かなりの酒豪でまったく酔わない。
伊村 千代子（いむら ちよこ）
声 - 眞田朱音
雅の母。39歳。京都の老舗の呉服問屋「伊村屋」の娘。母親の中では一番若い。気が弱くおっとりしている。息子の雅からの扱いは酷く、辛く当たられている。玄一郎との結婚は関東進出を目論む実家との利害一致による政略結婚で夫婦仲は一番悪く呼び名も「伊村」と苗字でしか呼ばないほどであった。
実家では四姉妹の長女で、『格式が高い家』に嫁がせがっていた父により結婚は妹達より遅く、玄一郎と結婚した当時22歳で『売れ残り』扱いされていた。
江川 千富（えがわ ちとみ）
声 - 光明寺敬子
玄一郎の専属使用人。58歳。宮ノ杜家使用人頭。仕事に誇りを持っており使用人たちを厳しく取りまとめている。夫と子どもが1人いたが、双方と死別している。情に厚い一面があり、はるに対しても時に母親のように接する。
杉村 たえ（すぎむら たえ）
声 - 朝樹りさ
主人公の先輩使用人。18歳。しっかりものでかなり気が強い性格。はじめは露骨に嫌な態度を取っていたが、はるの性格に根負けする形で友達関係になる。実家は九州で両親と１人弟がいる。憎まれ口をたたきながらも面倒見がよい。いわゆるツンデレ。現実主義だが、男性の理想はものすごく高く、妄想が趣味など夢見がちな一面を持つ。
加賀野 平助（かがの へいすけ）
声 - 小林範雄
玄一郎専任の執事。66歳。一見、物腰穏やかだがしたたかな性格。主人の玄一郎に忠誠を誓っている。
九十九院 紀夫（つくもいん のりお）
声 - 興津和幸
九十九院銀行頭取。33歳。長男・正の親友で幼馴染で九十九院家の跡取り。気さくな性格で身分の違うはるにも優しく接する。正とは境遇が似ている事もあり互いに切磋琢磨しあい、自他共に認める好敵手。「やす田」で働く紅に一目惚れをし、身分違いの恋に苦悩する。
澄田 三治（すみだ さんじ）
声 - 増田雄市
警察官で交通課勤務、のちに特高課勤務。進の同期で数少ない友人。年齢は進より1つ年上の24歳。面倒見がよくサバサバした性格。サナ枝とは親戚で、本家と分家の関係に当たる。
紅（くれない）
声 - 飯野ユウ
料亭「やす田」で一番人気の芸者。優しくしっかり者。茂や静子とは旧知の仲である。
小野田 秀男（おのだ ひでお）
声 - 近藤隆
キネマモザイクから登場。新たに宮ノ杜家使用人として勤める事になった人。去年の主人公と同じく使用人の経験がない為失敗が続くが、前向きな性格で乗り越えていく。
館野 成信（たての なりのぶ）
声 - 保阪尚希
黄昏ポウラスタで登場。館野土地開発会社社長。33歳。土地や建物の売買で人脈を作り伸し上がってきた人物。人当たりは良いが自分以外は誰も信用していない。政界への進出の後ろ盾と金銭支援を得るため、宮ノ杜家へ別荘物件を売り渡し近づく。
館野 毅（たての つよし）
声 - 田村睦心
黄昏ポウラスタで登場。成信の長男。13歳。父親の命令にのみ絶対服従している。年齢よりしっかりした子供に見え感情を表に出すことがない。成績優秀であり、一度見聞きした情報を決して忘れない。英語も堪能。
芦田 カヨ子（あしだ かよこ）
声 - 仙台エリ
黄昏ポウラスタで登場。芦田酒造の長女。18歳。物怖じせず誰にでも気軽に声をかけ興奮すると早口で喋る癖がある。初対面で相手の年齢を当てようとするが殆ど当たらない。帝都に憧れを抱いているが既に隣村の相手と結婚が決まっている。

## スタッフ（ゲーム）
- シナリオ - 高木亜由美
- キャラクターデザイン・原画 - ユウヤ

## 主題歌（ゲーム）

### 華ヤカ哉、我ガ一族
オープニングテーマ「桜散ル夜 〜ハナチルヤ〜」
作詞・歌 - みとせのりこ / 作曲・編曲 - 弘田佳孝
エンディングテーマ「キネオラマ」
作詞・歌 - Annabel / 作曲・編曲 - myu
エンディングテーマ「薄明」
作詞・歌 - Annabel / 作曲・編曲 - myu

### キネマモザイク
オープニングテーマ「キネマモザイク」
作詞・歌 - みとせのりこ / 作曲・編曲 - 吉野裕司 / 演奏 - 弦一徹ストリングカルテット / トライアングル - 海沼正利
エンディングテーマ「黎明」
作詞・歌 - Annabel / 作曲・編曲 - myu
エンディングテーマ「星路煌々」
作詞・歌 - Annabel / 作曲・編曲 - myu

### 黄昏ポウラスタ
オープニングテーマ「ナヴィガートリア 〜北極星〜」
作詞・歌 - みとせのりこ / 作曲・編曲 - 中河健
エンディングテーマ「君知ル哉、此ノ華」
作詞・歌 - みとせのりこ / 作曲・編曲 - 弘田佳孝
挿入歌「天球トロイメライ」
作詞・歌 - みとせのりこ / 作曲・編曲 - Dani

## OVA
タイトルは『華ヤカ哉、我ガ一族 キネトグラフ』。前篇が2012年12月21日に、後編が2013年3月14日に発売された。発売に先駆け、2012年11月と2013年3月にシネマサンシャイン池袋とシネリーブル梅田にて劇場先行公開、2012年12月と2013年3月にAT-Xにて先行放送が行われた。

### スタッフ（OVA）
- 原作 - オトメイト（アイディアファクトリー、イチカラム）
- 監修 - 高木亜由美
- 監督・演出 - 葛谷直行
- 絵コンテ - 高本宣弘
- シリーズ構成・脚本 - 赤尾でこ
- キャラクター原案 - ユウヤ
- キャラクターデザイン・総作画監督 - 藤岡真紀
- 美術監督 - 荒井和浩
- 色彩設計 - のぼりはるこ
- 編集 - 瀬山武司
- 撮影監督 - 河合有紀子
- 音響監督 - 菅原輝明、なかのとおる
- 音楽 - 仲村美悠、深水チエ
- 音響制作 - スタジオマウス
- 音楽制作 - ランティス
- プロデューサー - 塙隆志、川村仁、斎藤滋、福田順、山崎明日香、松本正義、森脇正人
- エグゼクティブプロデューサー - 堀中敏之、臼井久人、井上俊次、武智恒雄、土橋哲也、納谷僚介、佐々木英夫
- アソシエイトプロデューサー - 太田明宏
- アニメーションプロデューサー - 浅賀孝郎、野田直彦
- アニメーション制作 - Team KG、Anpro
- 企画・製作 - 華ヤカ哉、我ガ一族 キネトグラフ製作委員会（加賀クリエイト、ショウゲート、ランティス、クロックワークス、エー・ティー・エックス、スタジオマウス、エイディーエム）

### 主題歌（OVA）
オープニングテーマ「ファンタスマゴリア」
作詞・歌 - Annabel / 作曲・編曲 - myu
エンディングテーマ「シャル ウヰ ダンス」
作詞・歌 - Ceui / 作曲 - 小高光太郎、Ceui / 編曲 - 小高光太郎

### 各話リスト
| 話数 | 作画監督                                                 |
| ---- | -------------------------------------------------------- |
| 前篇 | 藤岡真紀、小沢久美子 LEE JUNJONG                         |
| 後篇 | 藤岡真紀、小沢久美子 鳥山冬美、をがわいちろを 木下ゆうき |

## Webラジオ
『「華ヤカ哉、我ガ一族 キネトグラフ」銀座ラヂオ倶楽部』のタイトルで、2012年9月11日から2013年4月9日まで音泉にて隔週火曜に配信された。全15回。
パーソナリティ
- 片桐勇介（有田喜助 役）

ゲスト
- 宮内敦士（宮ノ杜正 役、第1 - 3回）
- 田坂秀樹（宮ノ杜勇 役、第1・4・5回）
- 梯篤司（宮ノ杜進 役、第6・7・12・13回）
- 前田剛（宮ノ杜茂 役、第8・9回）
- 泰勇気（宮ノ杜守 役、第10 - 13回）
- 岡本信彦（宮ノ杜雅 役、第14・15回）

## 漫画
高木亜由美原作によるコミカライズ『華ヤカ哉、我ガ一族 夢桜ラプソデヱ』をCOMIC ポラリスにて2012年10月より配信していた。オムニバス形式で話によって作家が異なる。全七話。『華ヤカ哉、我ガ一族 夢桜ラプソデヱ アンソロジー』として書籍化された。
- 第一話「誘ウハ苺ノ手袋、ソレトモ」（漫画：如花うさぎ）
- 第二話「初接吻、責任ノ行方」前編・後編（漫画：佳井波）
- 第三話「繋ガレタ手ノ先ニ」（漫画：もとむらえり）
- 第四話「全テヲ雪ニ染メテ」（漫画：千鳥ぺこ）
- 第五話「近ヅク距離ト天カラ落チル物」（漫画：さおとめあげは）
- 第六話「冷タイ手、溶ケル心」（作画：暁かおり）
- 第七話「再ビ合ウ約束」（作画： 山田ぼたん）

## 舞台
『華ヤカ哉、我ガ一族 オペラカレイド』のタイトルで、2013年4月23日〜5月1日まで星陵会館にて上演された。長男から三男までは担当声優本人が演じる。また、同年8月3日〜12日まで『華ヤカ哉、我ガ一族 オペラカレイド 再会』のタイトルで再公演された。また、翌年の2014年12月12日〜12月21日（12月16日は休演）まで『華ヤカ哉、我ガ一族 オペラカレイド 狂宴』が公演されている。 

### キャスト（初演・再会）
- 宮ノ杜正 - 宮内敦士
- 宮ノ杜勇 - 田坂秀樹
- 宮ノ杜茂 - 前田剛
- 宮ノ杜進 - 猪野広樹
- 宮ノ杜博 - 佐伯亮
- 宮ノ杜雅 - 櫻井圭登
- 浅木はる - 白石晴香
- 御杜守 - 今井雄太郎
- 杉村たえ - 甲斐千尋

### キャスト（狂宴）
- 宮ノ杜正 - 池田努
- 宮ノ杜勇 - 成松慶彦
- 宮ノ杜茂 - 田中伸彦
- 宮ノ杜進 - 猪野広樹
- 宮ノ杜博 - 佐伯亮
- 宮ノ杜雅 - 櫻井圭登
- 浅木はる - 白石晴香
- 御杜守 - 鷲尾修斗
- 有田喜助 - 健人
- 杉村たえ - 甲斐千尋
- 宮ノ杜玄一郎 - 野口寛
- 江川千富 - 藤澤知子

## 関連商品

### 書籍
- 華ヤカ哉、我ガ一族 公式ビジュアルファンブック（エンターブレイン、2010年8月30日、ISBN 9784047267633）
- 華ヤカ哉、我ガ一族 キネマモザイク 公式ビジュアルファンブック（エンターブレイン、2012年1月30日、ISBN 9784047278301）
- 華ヤカ哉、我ガ一族 アンソロジー（エンターブレイン、2012年2月1日、ISBN 9784047278295）
- 華ヤカ哉、我ガ一族 夢桜ラプソデヱ アンソロジー（ほるぷ出版、2013年7月12日、ISBN 9784593880744）
- 華ヤカ哉、我ガ一族 黄昏ポウラスタ 公式ビジュアルファンブック（エンターブレイン、2013年8月31日、ISBN 9784047291287）
- 華ヤカ哉、我ガ一族 キネトグラフ 公式ファンブック（学研パブリッシング、2013年9月10日、ISBN 9784054057999）

### CD
- 華ヤカ哉、我ガ一族 オリジナルサウンドトラック（ティームエンタテインメント、2010年7月21日、KDSD-384）
- 華ヤカ哉、我ガ一族 ドラマCD 「賑わいませう、星降る聖夜に」（ランティス、2010年12月8日、LACA-15080）
- 華ヤカ哉、我ガ一族 エンディング主題歌集（ランティス、2011年12月14日、LACM-4888）
- 華ヤカ哉、我ガ一族 キネマモザイク ドラマCD 〜宮ノ杜とらぶる〜（ティームエンタテインメント、2011年12月21日、KDSD-509）
- 華ヤカ哉、我ガ一族 キネマモザイク オリジナルサウンドトラック（ティームエンタテインメント、2012年1月25日、KDSD-527）
- 華ヤカ哉、我ガ一族 ドラマCD 「宮ノ杜兄弟創作カレー」（加賀クリエイト、2012年11月）※レトルトカレーとの同梱販売
- 華ヤカ哉、我ガ一族 ドラマCD 「御杜銀座帝国最強呪いの宮ノ杜パーラー」（ランティス、2013年4月24日、LACA-15292）
- 華ヤカ哉、我ガ一族 キネトグラフ ドラマCD「宮ノ杜商店純米吟醸酒 玄一郎ノ予感」（司牡丹酒造、2013年2月3日）※イベント限定・吟醸酒との同梱販売

### DVD
- 華ヤカ哉、我ガ一族 キネトグラフ 前篇（加賀クリエイト、2012年12月21日）
- 華ヤカ哉、我ガ一族 キネトグラフ 後篇（加賀クリエイト、2013年3月29日）
- 華ヤカ哉、我ガ一族 オペラカレイド（映劇、2013年8月14日）
- 華ヤカ哉、我ガ一族 キネトグラフ 特別版（加賀クリエイト、2013年9月20日）
- 華ヤカ哉、我ガ一族 オペラカレイド 再会（映劇、2013年12月20日）
- 華ヤカ哉、我ガ一族 オペラカレイド 狂宴（映劇、2015年6月24日）